# ADAC

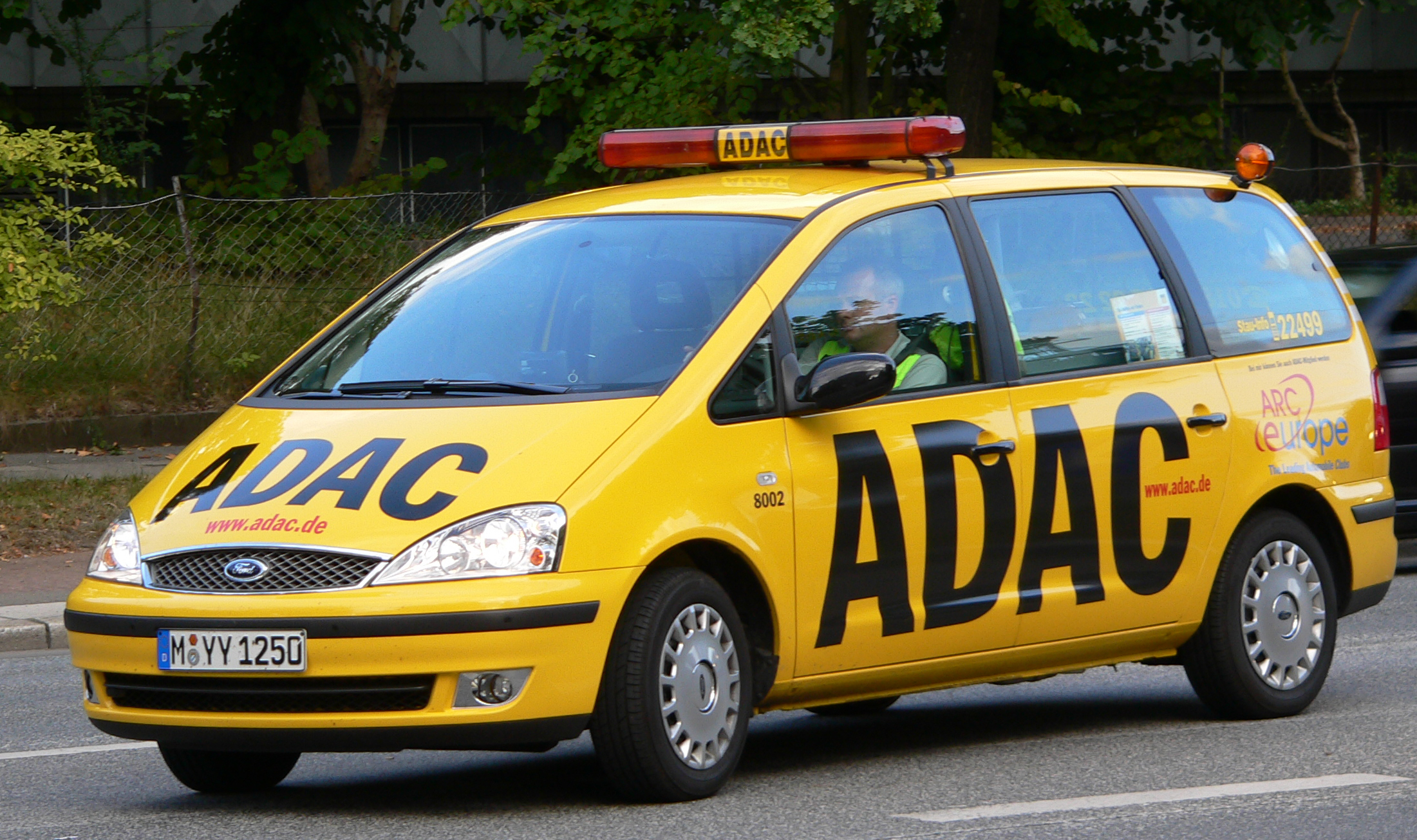
En ADAC-bil ("Gelbe Engel").

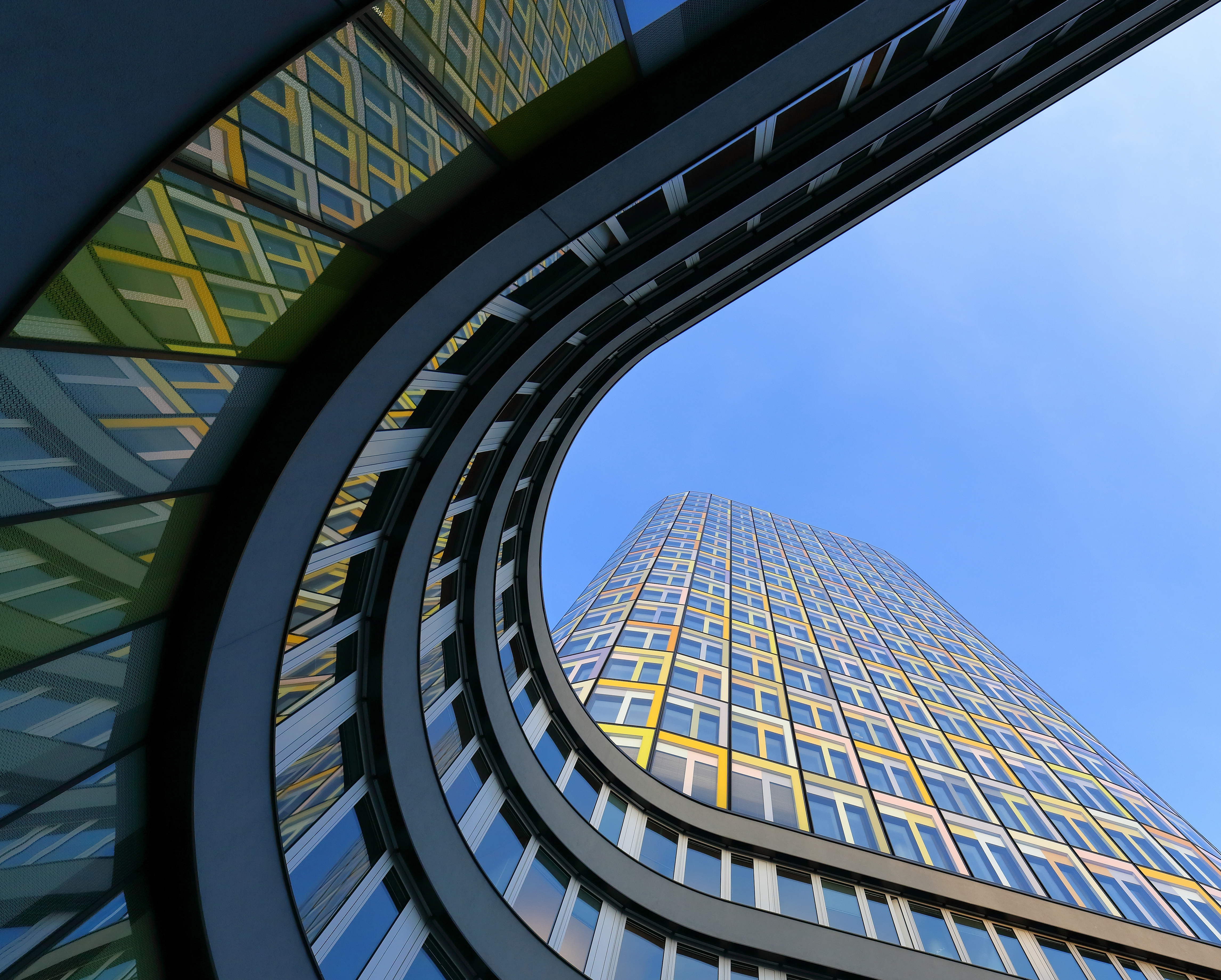
ADAC:s högkvarter i München.

ADAC, Allgemeiner Deutscher Automobil-Club e.V., är Tysklands och Europas största bilägarorganisation med närmare 21 miljoner medlemmar (2018). ADAC grundades 1903 som Deutsche Motorradfahrer-Vereinigung och fick sitt nuvarande namn 1911.
ADAC har en flotta av gula fordon – "Gelbe Engel" (gula änglarna) som hjälper sina medlemmar vid problem på Tysklands vägar. Man har även 36 helikoptrar för sjukhustransporter.
Eifelrennen och Nürburgring 24-timmars arrangeras av ADAC.